# Gigantoraptor
A Gigantoraptor az oviraptorosaurus dinoszauruszok egyik óriásméretű neme, amely a késő kréta korban, mintegy 70 millió évvel ezelőtt élt. A belső-mongóliai Iren Dabasu-formációban, az Erenhot-medencében fedezték fel, 2005-ben. Hszü (Xu) és szerzőtársai úgy találták, hogy az Oviraptorral közös őssel rendelkezett és egy családba tartozott, de a Gigantoraptor sokkal nagyobb volt, körülbelül 35-ször akkora, mint közeli rokona a Caudipteryx. 8 méteres hosszával és körülbelül 2 tonnás tömegével közel háromszor hosszabb és sokkal nehezebb volt, mint az addig ismert legnagyobb oviraptorosaurus, a Citipati. 2010-ben a Gigantoraptor rokoni kapcsolatain végzett második elemzés úgy találta, hogy inkább caenagnathida volt, mint oviraptorida.

## Anatómia

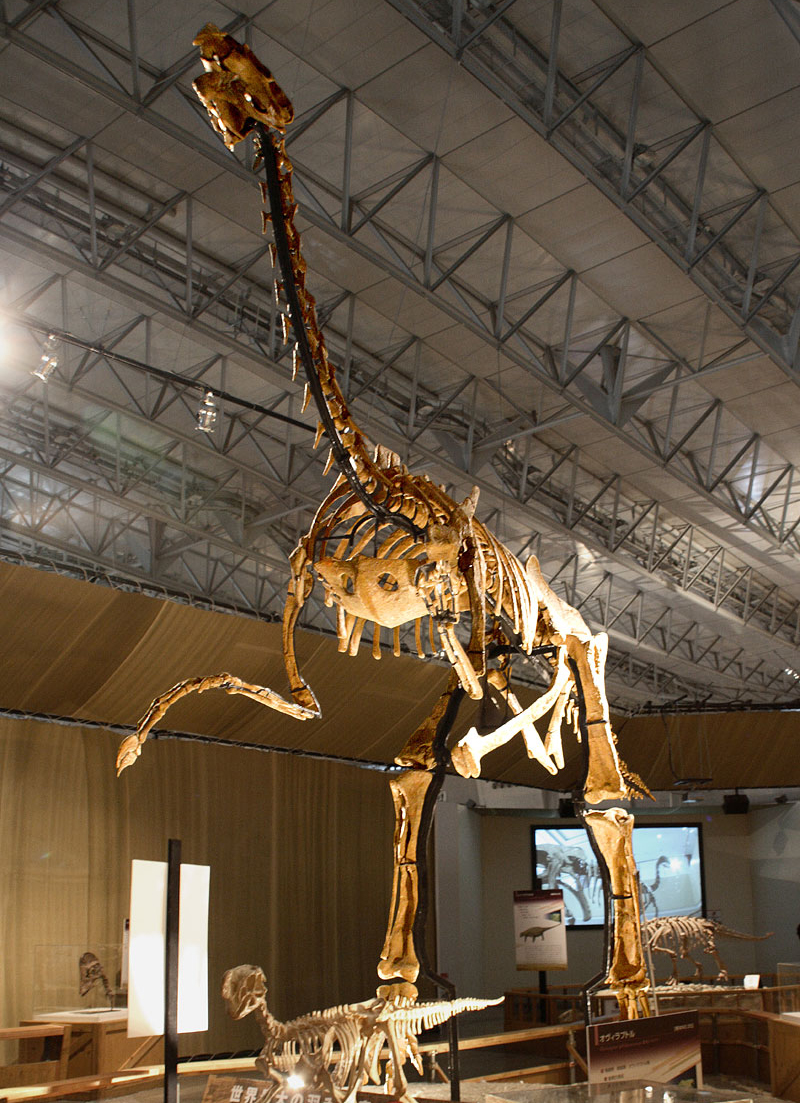
A Gigantoraptor rekonstruált csontváza

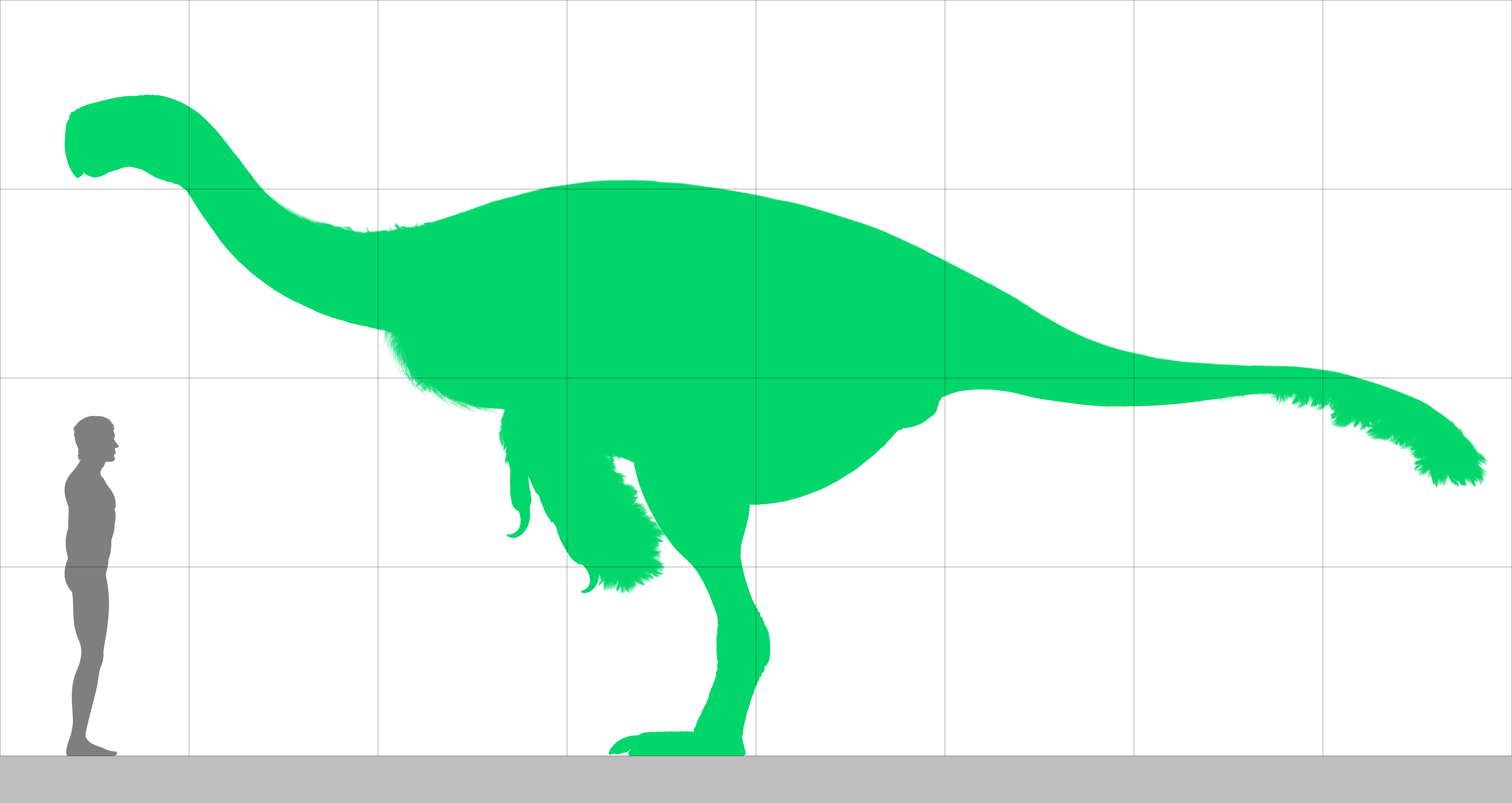
A Gigantoraptor erlianensis és az ember méretének összehasonlítása

A Gigantoraptor anatómiájához oviraptorosaurus diagnosztikus jellemzők tartoznak. Ezek mellett azonban a maniraptora dinoszauruszok több tulajdonságával is rendelkezett.
Tollakra vonatkozó közvetlen bizonyíték nem őrződött meg a csontvázzal együtt, de Hszü (Xu) és kollégái (2007-ben) valószínűsítették, hogy a Gigantoraptornak tollai voltak. Megemlítették, hogy a Gigantoraptor az Oviraptorosauria csoport tagja volt, melybe olyan tollas nemek tartoznak, mint a Caudipteryx és a Protarchaeopteryx. A szerzők azt állították, hogy a Gigantoraptor 300-szor nehezebb volt, mint ezek a nemek, és hogy az igen nagy állatok hőszabályzása sokkal inkább a tömegtől függött, így elveszítették a kisebb rokonaiknál megtalálható szigetelő testtakarót. Végül a szerzők kijelentették, hogy Gigantoraptornál valószínűleg legalább a kar tollai megmaradtak, mivel elsődleges feladatuk nem kapcsolódott a testhő szabályozásához.
Az állat táplálkozása rejtély. Azonban egyes oviraptorosaurusokat, például a Caudipteryxet és az Incisivosaurust többnyire növényevőnek tartják, a Gigantoraptor láb arányai gyors mozgást tettek lehetővé (mozgékonyabb lehetett, mint a hatalmas Tyrannosaurus), a nagy karmok pedig olyan jellegzetesség, ami rendszerint nem található meg az ilyen méretű növényevőknél.
Az egyetlen ismert fosszília (az LN V0011 katalógusszámú lelet) egyetlen példány széttagolt maradványaiból áll. A példány előrehaladott elcsontosodása és a sípcsont növekedési gyűrűi azt jelzik, hogy a pusztulása idején valószínűleg 11 éves volt. Úgy tűnik, hogy a felnőttkor kezdetét 7 évesen érte el, és ezután valószínűleg sokkal nagyobbra nőtt. Ez olyan növekedési arányt jelez, ami gyorsabb a legtöbb theropodáénál.
A holotípus fosszília felfedezését filmen is dokumentálták:
Hszü Hszing (Xu Xing) egy japán dokumentumfilmben mutatja be egy sauropoda felfedezését. Mikor megtisztítja a csontot, rájön, hogy az nem egy sauropodától, hanem egy azonosítatlan, Albertosaurus méretű theropodától származik. A forgatást ezután leállították, hogy biztonságba helyezzék a leletet.

## Fordítás
- Ez a szócikk részben vagy egészben a Gigantoraptor című angol Wikipédia-szócikk ezen változatának fordításán alapul.  Az eredeti cikk szerkesztőit annak laptörténete sorolja fel. Ez a jelzés csupán a megfogalmazás eredetét és a szerzői jogokat jelzi, nem szolgál a cikkben szereplő információk forrásmegjelöléseként.